# Липківська Ганна Костівна
Ганна Костівна Липківська (18 травня 1967 — 24 березня 2021) — українська театрознавиця, кандидатка мистецтвознавства, доцент, співробітниця Київського інституту проблем сучасного мистецтва, викладачка кафедри театрознавства Київського національного університету театру, кіно і телебачення імені Івана Карпенка-Карого, викладачка Київської муніципальної академії естрадного та циркового мистецтв. Розробник програми-конспекту лекцій з курсу «Теорія драматургії», навчальних спецкурсів «Сучасний театральний авангард», «Порівняльний аналіз п'єси і вистави», «Драматичний театр України новітньої доби (1986 — 2008 рр.)». Лауреат Премії в галузі театрознавства і театральної критики (2011).

## Життєпис
Ганна Липківська — праправнучка митрополита Василя Липківського, онука акторки Катерини Осмяловської та театрального діяча Олександра Липківського.
Авторка понад 500 публікацій з актуальних проблем театру, суспільства та ЗМІ у журналах («Просценіум», «Український театр», «Кіно-Театр», «Контрамарка», «Art Line», «Телекритика», «Профіль» (усі — Україна), «Театральная жизнь» (Росія), «Teatr» (Польща) та ін.), газетах («День», «Столичные новости», «Дзеркало тижня», «24», «Україна молода» та ін.), наукових збірках та на інтернет-сайтах. У фокус дослідження входили такі театральні фігури, як Роман Віктюк, Микола Рушковський та багато інших.
Працювала кореспондентом, редактором, літературним редактором у періодичних виданнях (журнали «Контрамарка», «Парад», газети «Fortune», «Вісті з України», «Программа»), була редактором книг та буклетів, співавтором сценаріїв телепередач.
Як режисерка поставила вистави: «Що ви загубили у чужих снах? (Санта Крус)» за Максом Фрішем (Київський академічний театр драми і комедії на лівому березі Дніпра), «Музика друга» М. Дюрас та «Дуенья» Річарда Шерідана (обидві — Чернігівський молодіжний театр).
Понад 80 разів виступала на наукових конференціях (у тому числі на трьох міжнародних конгресах україністів), круглих столах, науково–методичних семінарах, відкритих обговореннях вистав.
Неодноразово працювала у журі театральних фестивалів; від заснування у 1992 р. (з перервою) була членом експертної групи театральної премії «Київська пектораль». У період 2018 — 2020 років — голова експертної ради Всеукраїнського театрального фестивалю-премія «GRA».
Викладачка «Теорії драми» на курсі «Майстерня Молодого. Драматург» (Київський національний академічний Молодий театр).
Пішла з життя 24 березня 2021 року через ускладнення, спричинені COVID-19. Журналіст Олег Вергеліс відгукнувся так: «Аня Липківська — камертон нашого театрального життя, талановитий театральний критик, порядна добра людина, професіонал високого ґатунку, учениця Валентини Ігорівни Заболотної. Її тексти у журналі «Український театр» у 80-90-ті були і для мене катедрою театральної ритики, її тексти навчали щиро любити і об’єктивно аналізувати театральний процес в Україні».

## Режисерські постановки
- «Що ви загубили у чужих снах? (Санта Крус)» за Максом Фрішем (Київський академічний театр драми і комедії на лівому березі Дніпра)[15].
- «Музика друга» М. Дюрас (Чернігівський молодіжний театр)
- «Дуенья» Річарда Брінслі Шерідана (Чернігівський молодіжний театр)

## Нагороди
- 2011 — Премія в галузі театрознавства і театральної критики НСТДУ[3]